# Cynthia Enloe
Cynthia Holden Enloe (nacida el 16 de julio de 1938) es una teórica política, escritora feminista y profesora estadounidense. Es conocida por sus estudios sobre género y militarismo y por sus contribuciones al campo de las relaciones internacionales feministas. También ha influido en el campo de la geografía política feminista, en particular en la geopolítica feminista.

## Biografía
Cynthia Enloe nació en la ciudad de Nueva York y creció en Manhasset, Long Island. Su padre era de Missouri y fue a la escuela de medicina en Alemania entre 1933 y 1936.
Después de completar su educación universitaria en Connecticut College en 1960, obtuvo el doctorado en 1967 en Ciencias Políticas en la Universidad de California, Berkeley. Mientras estuvo en Berkeley, Enloe fue la primera mujer en ser asistente principal de Aaron Wildavsky, entonces una estrella prometedora en el campo de la política estadounidense. Durante gran parte de su vida profesional enseñó en la Universidad Clark en Worcester, Massachusetts. En Clark, Enloe trabajó como jefa del Departamento de Ciencias Políticas y directora de Estudios de la Mujer. También formó parte del Comité de Personal de la universidad y de su Comité de Planificación y Revisión de Presupuesto. Enloe recibió el Premio al Profesor Destacado de la Universidad Clark en tres ocasiones distintas.
Al comienzo de su carrera, Enloe se centró principalmente en el estudio de la política étnica y racial. Completó su tesis en Malasia con una beca Fulbright de 1965 a 1966. Allí investigó la política étnica del país. Diez años después de terminar el doctorado, Enloe había terminado seis libros sobre el tema de las tensiones étnicas y su papel en la política; sin embargo, aún no había abordado ninguno de estos temas desde una perspectiva feminista, algo que, según admite, le "avergonzaba". No fue hasta que comenzó a dar clase en la Universidad Clark, en medio de la guerra entre Estados Unidos y Vietnam, que Enloe realmente empezó a desarrollar su pensamiento feminista. Habló con un colega de su universidad que era veterano de guerra sobre sus experiencias en Vietnam. Le contó que los soldados estadounidenses contrataban mujeres vietnamitas para lavar su ropa. Enloe comenzó a preguntarse cómo sería la historia si toda la guerra hubiera sido contada a través de los ojos de estas mujeres vietnamitas.
Desde entonces, el trabajo de Enloe se ha centrado principalmente en cómo las políticas feministas y de género han dado forma a las conversaciones nacionales e internacionales. Enloe se centra en el trato injusto que reciben las mujeres en las fábricas globalizadas y las múltiples formas en que se las explota por su trabajo. También critica la militarización global y estadounidense, específicamente los roles que desempeñan las mujeres en el combate así como el tema de la seguridad desde una perspectiva feminista. Sostiene que el modelo militar estadounidense entrena a los hombres para ser protectores de las mujeres y luego produce un ambiente en el que las mujeres son víctimas de violencia física. Una de las muchas contribuciones de Enloe a los escritos feministas ha sido la acuñación del término "curiosidad feminista". Surgió en 2003 cuando Enloe estaba dando una charla en la Universidad Ochanomizu, una histórica universidad de mujeres en Tokio, Japón. Quería encontrar una frase que, en su opinión, pudiera entenderse tanto en inglés como en japonés, mientras su conferencia estaba siendo traducida para los asistentes. Enloe creó esta idea de la “curiosidad feminista” como una forma de decir que el feminismo se trata de las preguntas que haces, no sólo de las respuestas que se dan.
Tras jubilarse en la Universidad de Clark, Enloe comenzó a trabajar como profesora de investigación en el Departamento de Desarrollo Internacional, Comunidad y Medio Ambiente. También comenzó su carrera como conferenciante. Además comenzó a formar parte del consejo editorial de revistas académicas como Signs y el International Feminist Journal of Politics. Cynthia Enloe ha escrito quince libros, la mayoría publicados por University of California Press. Gran parte de la investigación de Enloe se centra en el lugar de las mujeres en la política nacional e internacional. Sus libros abarcan una amplia gama de temas desde la discriminación de género hasta las identidades raciales, étnicas y nacionales. También es miembro de la red académica de la Liga Internacional de Mujeres por la Paz y la Libertad.
Enloe afirma que ha sido influenciada por muchas otras feministas que utilizan un enfoque etnográfico, específicamente, el trabajo de Seung-Kyung Kim (1997) sobre las trabajadoras de fábricas de Corea del Sur durante la campaña pro democracia y el trabajo de Anne Allison de 1994 sobre la observación de las interacciones de los empresarios corporativos con las azafatas en un club de bebidas de Tokio, Nightwork: Sexuality, Pleasure, and Corporate Masculinity in a Tokyo Hostess Club. Enloe también ha mencionado a Diane Singerman, Purnima Mankekar y Cathy Lutz como personas que han inspirado e influenciado su trabajo.  Cuando se le preguntó cómo define el feminismo para sí misma, Enloe afirmó que "El feminismo es la búsqueda de una justicia profunda para las mujeres de manera que cambien los comportamientos tanto de las mujeres como de los hombres, y realmente cambie nuestra noción de justicia". 
Actualmente vive en Boston, Massachusetts.

## Reconocimientos
Ha sido nombrada doctora Honoris Causa por Union College (2005), la Escuela de Estudios Orientales y Africanos de la Universidad de Londres (2009), Connecticut College (2010), la Universidad de Lund, Suecia (2012), y la Universidad de Clark (2014).

## Publicaciones

### Plátanos, Playas y Bases
Bananas, Beaches, and Bases: Making Feminist Sense of International Politics (publicado por primera vez por Pandora Press en 1989, con una edición revisada publicada en 2014) presenta el sexismo como un problema prevaleciente y ofrece a los lectores una mirada a la historia de componentes tan comunes del mundo moderno como la industria del turismo. Enloe muestra los vínculos entre mujeres de diferentes culturas durante el siglo XIX y analiza el colonialismo a la luz de las percepciones típicas del Occidente masculino y el Oriente femenino. Al hablar de mujeres de diversas culturas, Enloe investiga cómo las mujeres musulmanas, entre otras, se sintieron obligadas a validar sus prácticas culturales frente al orientalismo. Este libro sostiene que la falta de comprensión de las culturas extranjeras y la fascinación por las diferencias en la vestimenta y los estilos de vida de las poblaciones indígenas y coloniales contribuyeron a su continua subyugación.
Bananas Beaches and Bases analiza los problemas que enfrentan los movimientos feministas debido al nacionalismo y la masculinidad socialmente inculcada después de años de colonialismo occidental. La política internacional, gracias a las influencias del colonialismo, ha trabajado en contra de los movimientos feministas. El colonialismo alentó a los países occidentales a creer que eran superiores a los países no occidentales, lo que en última instancia llevó a los hombres occidentales a creer que eran superiores a las mujeres. Durante el colonialismo occidental, las mujeres fueron tratadas como símbolos sexuales de exploración, específicamente en las postales. La exploración y el turismo occidentales fueron de la mano con la explotación de las mujeres.
Además, el uso del velo por parte de las mujeres se convirtió en una cuestión de nacionalismo. Los colonizadores europeos vieron el velo en los países musulmanes como un símbolo de reclusión femenina. Entonces surgió la cuestión de si las mujeres musulmanas debían demostrar su compromiso con la causa nacionalista usando el velo o tirándolo a la basura.
Bananas Beaches and Bases refuerza el hecho de que la masculinidad se ha utilizado para crear un sistema patriarcal, que conduce al dominio masculino sobre las mujeres. La militarización durante la guerra ha reforzado siempre el orden social masculinizado. La guerra de Vietnam, que volvió a masculinizar a Estados Unidos, sirve como ejemplo de cómo el género y la guerra se entrelazaron a través de roles de género específicos. En sus escritos, Enloe utiliza Afganistán como ejemplo de cómo la militarización nacional fue perjudicial para las mujeres que intentaban establecer una presencia en los movimientos nacionalistas. Las mujeres afganas que vivían en comunidades rurales se vieron atrapadas en la guerra y corrían el peligro de sufrir bombardeos o el exilio. La militarización en Afganistán enfatizó la importancia de la unidad y la "supervivencia nacional", este énfasis silenció a las mujeres en los movimientos nacionalistas.  La imposición del orden mundial a través de la militarización reforzó consecuentemente las influencias de la masculinidad, desafiando aún más los esfuerzos feministas por igualar la sociedad.
En el libro Enloe continúa ilustrando la lucha que enfrentan los movimientos feministas en la política internacional a través de la industria del servicio doméstico. Afirma que «el trabajo doméstico es un negocio internacional con implicaciones políticas». Durante la Revolución Industrial, las trabajadoras domésticas tenían una gran demanda porque las mujeres de clase media creían que debían proteger su feminidad del trabajo manual. Desde la época de la Revolución Industrial hasta nuestros días, las trabajadoras domésticas se han enfrentado a ser tratadas como subordinadas a la clase media. Además siguen teniendo la responsabilidad de sustentar a sus familias en el extranjero mientras se enfrentan a leyes de inmigración cada vez más estrictas y a restricciones del Fondo Monetario Internacional.
Bananas Beaches and Bases ilustra cómo los movimientos feministas han estado en desventaja debido a las influencias coloniales y las estructuras sociales impulsadas por el patriarcado. Estas influencias coloniales han hecho que las mujeres sean vistas como objetos sexuales, hayan sido ignoradas como parte de los movimientos nacionalistas y menospreciadas en la industria del servicio doméstico. También afirma que  para que los movimientos feministas tengan éxito debemos apoyar a las organizaciones que buscan los derechos de las mujeres y librar al mundo del obsoleto pensamiento colonialista de que son los hombres los que gobiernan el mundo. A través de Bananas, Playas y Bases el público puede comprender mejor la dinámica de la política sexual.
"Ningún estudioso ha hecho más que Cynthia Enloe para explorar los numerosos roles que las mujeres comunes desempeñan en el sistema internacional y la economía política global: como trabajadoras industriales y domésticas, activistas, diplomáticas y soldados, esposas de diplomáticos y soldados, trabajadoras sexuales y mucho más", escribió Adam Jones en su reseña de Maneuvers en la revista Contemporary Politics. En Maniobras: La política internacional de militarización de la vida de las mujeres, Enloe profundiza en el tema de la militarización y en cómo los gobiernos utilizan el trabajo de las mujeres en el proceso de preparación y lucha contra las guerras.

### The curious feminist (La feminista curiosa)
En The Curious Feminist: Searching for Women in the New Age of Empire (2004), Enloe presta especial atención al efecto de la globalización en las relaciones laborales y salariales de las mujeres. Este libro no sólo aborda el papel de las mujeres en los mercados económicos, los conflictos mundiales y la política de poder, sino que también muestra el interés particular de Enloe en vincular estos temas con la vida cotidiana de las mujeres. Aborda temas similares a los de Plátanos, Playas y Bases, pero en este libro también comenta cómo se interesó en el feminismo. Afirma que la vida de ninguna mujer debe estar más allá del alcance de sus intereses. También se centra en la influencia de la cultura estadounidense en las mujeres de otras naciones y analiza los aspectos masculinos de organizaciones tan consolidadas como las Naciones Unidas y el ejército estadounidense. Entre otras cosas, explica que, si bien considera que la violencia es fundamentalmente masculina, no considera que sólo los hombres sean los perpetradores de la violencia.

### "Gender Is Not Enough: The Need for Feminist Consciousness"
En el libro "El género no es suficiente: la necesidad de conciencia feminista" (2004), Enloe revisa conversaciones anteriores con colegas y compañeras feministas sobre la masculinidad y las relaciones internacionales. Se menciona, por ejemplo, que las mujeres generalmente no participan en el proceso de paz en tiempos de guerra de las Naciones Unidas denominado “DDR”: desarme, desmovilización y reintegración. Enloe trata más directamente el tema de "género y comercio de armas pequeñas". También se aborda la cuestión de las relaciones internacionales y la masculinidad y, con ello, la preocupación por la masculinidad de los esfuerzos de paz en relación con la seguridad. Los delegados descartan conversar sobre la política de la masculinidad, lo que sugiere el temor de que su masculinidad (y, por lo tanto, su reputación en el mundo de las relaciones internacionales) sea examinada. Si bien es importante abordar la dinámica de la masculinidad en la política y específicamente en las relaciones internacionales, también es crucial abordar la de las mujeres y las niñas. Cuando se reflexiona sobre la masculinidad, parece que el feminismo deja de existir. Se destacan y se les da el contexto adecuado la invisibilidad de las mujeres en las medidas militares y el desprecio político por las necesidades e ideas de las mujeres y las niñas. Enloe analiza la cuestión del análisis feminista serio en las relaciones internacionales. De esta pregunta surgen dos temores potenciales: primero, el pensamiento sobre la propia relación con la masculinidad es necesario al momento de decidir qué se considera un asunto "serio"; y segundo, la posibilidad de ser visto como femenino con base en el juicio propio de dicho asunto "serio" y por lo tanto la posibilidad de ser valorado como menos creíble. Enloe advierte sobre los problemas que supone permitir que la masculinidad y los hombres dominen todos los aspectos de las relaciones internacionales. Habla de sus propias dificultades para escribir con franqueza sobre las mujeres y el ejército y de sus temores de no ser reconocida como una científica política legítima debido a sus opiniones particulares. Es necesario revisar y resolver el estigma que subyace al pensamiento feminista en las relaciones internacionales. Enloeque todavía existe una inmensa necesidad de estudiar la masculinidad en las relaciones internacionales y la economía política. Para desarrollar mejor la disciplina de las relaciones internacionales, es imperativo darle al “género” un alcance más amplio. Para lograrlo es necesario que exista una conciencia feminista en toda la comunidad de relaciones internacionales, así como a nivel local. Una conciencia feminista inculcará la educación y el interés en las mujeres y las niñas a través de sus experiencias, acciones e ideas. Enloe termina recordando que sin una conciencia feminista adecuada no podemos comprender plenamente ni analizar con precisión la masculinidad.

### Nimo's War, Emma's War: Making Feminist Sense of the Iraq War (La guerra de Nimo, la guerra de Emma: Entendiendo la guerra de Irak desde una perspectiva feminista)
A diferencia de los libros anteriores de Enloe, Nimo's War, Emma's War: Making Feminist Sense of the Iraq War (2010) analiza cómo la guerra es un cataclismo que altera innumerables vidas. En este libro, Cynthia Enloe se centra exclusivamente en capturar el impacto de la guerra y la revolución en las mujeres durante la guerra de Irak. Analiza a ocho mujeres comunes y corrientes, mitad iraquíes y mitad estadounidenses. Al analizar sus vidas en detalle estas mujeres reflejan diferentes ideas sobre el feminismo. Es importante destacar que Enloe no solo se centra en la mitad femenina de este fenómeno impulsado por el género, sino que también analiza su contraparte masculina para investigar más a fondo y brindar una idea de las consecuencias de la guerra y los efectos sobre los roles de género.
"La historia de Maha" habla de una mujer iraquí que, como otras, se encontró en la situación en la que su marido estaba muerto, divorciado, detenido o desaparecido, con hijos que cuidar, sin redes de seguridad social, con escasas finanzas y sin papeles para trabajar. Maha se ve atrapada en medio de una limpieza étnica que Enloe llama "uso de la violencia y la intimidación con el fin de expulsar a la gente de una comunidad étnica o sectaria de una región... con el fin de asegurar ese espacio para los miembros de otra comunidad étnica o sectaria".
"La historia de Kim" narra cómo el género y la guerra se afectan mutuamente en Estados Unidos, ya sea en un lugar de guerra real o lejos de él. Kim es una joven estadounidense casada con un soldado de la Guardia Nacional que vive en el área de la Bahía de San Francisco. Mediante su historia se muestra que el estado de guerra de su nación depende de que las esposas de los militares desempeñen determinados roles. En Estados Unidos, "las mujeres que se casaban con soldados estadounidenses en servicio activo y a tiempo completo habían sido socializadas para desempeñar el exigente papel de 'esposa militar'... cada mujer necesitaba ser convencida de que sería más útil y leal a su propio marido si organizaba su trabajo y sus emociones de una manera que mejorara al ejército en su conjunto". Lo que pasa es que cuando los hombres vuelven a casa, hay historias que no se cuentan. Los medios de comunicación estadounidenses se muestran reacios a investigar historias de violencia doméstica contra mujeres cuyos maridos trabajan en el ejército, en gran medida porque es un riesgo demasiado grande en tiempos de guerra. La culpa de esta negligencia y de la decisión de tratar la violencia doméstica masculina como si no fuera un problema recae en toda la cultura masculinizada del ejército.

## Otros escritos seleccionados
- El gran impulso: exponer y desafiar la persistencia del patriarcado, Oakland, University of California Press, 2018.
- Enloe, Cynthia (December 2016). «Flick of the skirt: a feminist challenge to IR's coherent narrative». International Political Sociology 10 (4): 320-331. doi:10.1093/ips/olw017.
- Colaborador, Teoría de las relaciones internacionales para el siglo XXI, Martin Griffiths, ed., Estados Unidos: Routledge, 2007
- "Conversación con Cynthia Enloe", en Señales. Vol. 25, No 4 (Verano de 2003) 1023-1026.
- "La feminista sorprendida", en Señales . Volumen. 25, No. 4 (verano 2000) 1023-1026.
- La mañana siguiente: política sexual al final de la Guerra Fría, Berkeley y Londres: University of California Press, 1993 (publicado en japonés, 1999); nueva ed. Berkeley & London, University of California Press, 2000 (publicado en turco, 2003).
- ¿El color caqui te favorece? La militarización de la vida de las mujeres , Londres: Pandora Press; San Francisco: Harper\Collins, 1988 (se han publicado ediciones en finlandés y sueco).
- Conflicto étnico y desarrollo político, Boston: Little, Brown and Co., 1973 (repr. University Press of America, 1986).
- Coeditora (con Wendy Chapkis) de Common Cloth: Women in the Global Textile Industry, Ámsterdam: Transnational Institute ; Washington: Institute for Policy Studies, 1983.
- Colaboradora, Preguntas cargadas: Mujeres en las fuerzas armadas, Wendy Chapkis, ed. , Ámsterdam: Transnational Institute ; Washington: Instituto de Estudios Políticos, 1981.
- Soldados étnicos: seguridad del Estado en sociedades divididas, Londres: Penguin Books, 1980; Atenas: University of Georgia Press, 1980.
- Policía, ejército y etnicidad: fundamentos del poder estatal, Nuevo Brunswick: Transaction Books, 1980.
- Coeditor (con Dewitt Ellinwood), Etnicidad y militares en Asia, Nuevo Brunswick: Transition Books, 1980.
- Coautor (con Guy Pauker y Frank Golay), Diversidad y desarrollo en el Sudeste Asiático: la próxima década, Nueva York: McGraw-Hill y Consejo de Relaciones Exteriores, 1977.
- Coeditor (con Ursula Semin-Panzer), Los militares, la policía y el orden doméstico: experiencias británicas y del Tercer Mundo, Londres: Richardson Institute for Conflict and Peace Research, 1976.
- La política comparada de la contaminación, Nueva York: Longman's, 1975.
- Política multiétnica: el caso de Malasia, Berkeley Center for South and Southeast Asian Studies, Universidad de California, Berkeley, 1970.
- Consejo editorial de la Revista de Mujeres, Política y Políticas Públicas . [8]
- Enloe, Cynthia. Doce lecciones feministas de la guerra . Prensa de la Universidad de California, 2023.[9]

## Premios y reconocimientos
- Becas Fulbright para Malasia y Guyana
- Cátedra invitada en Japón, Gran Bretaña y Canadá
- "Profesora Destacada", en la Universidad Clark (3 veces)
- Miembro del Instituto Radcliffe de Harvard (2000-2001) [10]
- Doctora Honoris Causa, Escuela de Estudios Orientales y Africanos, Universidad de Londres (2009).
- Premio Susan B. Northcutt, del Grupo de Mujeres para Estudios Internacionales de la Asociación de Estudios Internacionales, reconoce a «una persona que trabaja activamente para reclutar y promover a las mujeres y otras minorías en la profesión, y cuyo espíritu es inclusivo, generoso y concienzudo». (2008)
- Premio Susan Strange, de la Asociación de Estudios Internacionales, otorgado a "una persona de singular intelecto, asertividad y perspicacia  que desafíe la sabiduría convencional y la complacencia organizacional en la comunidad de estudios internacionales durante el año anterior". (2007)[11]

## Lectura adicional
- Enloe, Cynthia. "Cuando Berkeley era 'Berkeley': Aprendiendo que los estudios de posgrado nunca están al margen de la historia", H-DIPLO (11 de marzo de 2020) en línea
- Entrevista a Cynthia Enloe, E-RELACIONES INTERNACIONALES, 13 de marzo de 2013
- Charla teórica n.° 48: Cynthia Enloe, martes 22 de mayo de 2012
- "Una entrevista con Cynthia Enloe: La dinámica de género en la política exterior", Praxis: The Fletcher Journal of Human Security, VOLUMEN XXIV – 2009,
- Stephanie Van Hook, "Tomar en serio la vida de las mujeres: una entrevista con Cynthia Enloe", Wagingnonviolence.com, 13 de septiembre de 2012.
- Vídeo: Entrevista con Cynthia Enloe en el Graduate Institute de Ginebra en 2012
- Kathy E. Ferguson, "Leyendo militarismo y género con Cynthia Enloe", Theory & Event, Volumen 5, Número 4, 2001.
- Carol Cohn y Cynthia Enloe, "Una conversación con Cynthia Enloe: Las feministas miran la masculinidad y los hombres que hacen la guerra", Signs, Vol. 28, No. 4 (verano de 2003): 1187–1107.
- Informe de Cynthia Enloe sobre las conversaciones de paz en Siria, Liga Internacional de Mujeres por la Paz y la Libertad, 30 de enero de 2014.

- Robin L. Riley, La guerra de las mujeres (Reseña de La guerra de Nimo y La guerra de Emma: Una interpretación feminista de la guerra de Irak, de Cynthia Enloe). University of California Press, 2010, en Ms. Magazine, primavera de 2010.

- Perfil de investigación de Cynthia Enloe, Sitio web de la Universidad de Clark (consultado el 27 de marzo de 2007).